# Wenceslau de Moraes
Pour les articles homonymes, voir Sousa, De Moraes et Morais.
Œuvres principales
- Cartas do Japão. Antes da guerra, 1902-1904
- O culto do chá
- O « Bon-Odori » em Tokushima
- Fernão Mendes Pinto no Japão

Wenceslau José de Sousa de Moraes est un officier de la marine, consul et écrivain portugais né le 30 mai 1854 à Lisbonne et décédé le 1er juillet 1929 à Tokushima au Japon. Son nom est parfois écrit « Venceslau de Morais » (surtout sur les anciennes éditions), selon l’orthographe moderne.

## Biographie

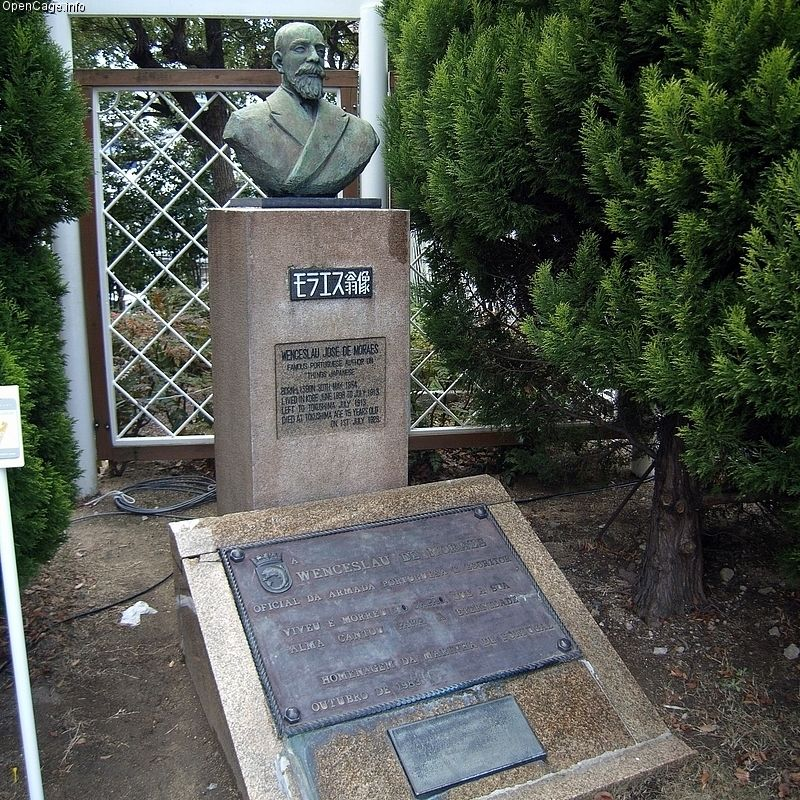
Tombe de Wenceslau de Moraes.

Il est né à Lisbonne, le 30 mai 1854 au deuxième étage du bâtiment 4 du passage « da Cruz do Torel » dans une famille bourgeoise avec peu de moyens. Il est le fils de Wenceslau de Moraes et de Maria Amélia Figueiredo Moraes. 
Officier dans la marine, il a fait ses études à l'école polytechnique (il finit les classes préparatoires en 1873) et à l'école navale (achevées en 1875).
Il est promu garde-marine en 1875, second lieutenant en 1880, premier-lieutenant en 1886, et devient « capitão-tenente » en 1891 (grade d'officier supérieur dans la marine, équivalent à un grade de Capitaine de vaisseau). Pendant ces années il voyagera au Mozambique, au Timor et à Macao.
En 1887, il se sépare de Maria Isabel dos Santos. Cette dernière a fait partie des femmes qui l'ont marqué au cours de sa vie.
Il vécut à Macao, alors colonie portugaise, entre 1891 et 1898, où il assuma immédiatement les fonctions de capitaine du port et de professeur au Lycée São José de Macao. 
C'est pendant ses années passées à Macao qu'il connut une fille sino-anglaise nommée Atchan (Wong Yok Chan/Vong Io Chan). De cette dernière il dira dans ses lettres qu'elle est née à Canton ou dans un village proche. Elle aurait été achetée par une Chinoise pour 6 pataques mexicaines lorsqu'elle était encore enfant sur le marché de Canton, avant d'entrer dans une école de prostitution.
À cette époque, Wenceslau de Moraes se lie d'amitié avec l'écrivain portugais Camilo Pessanha et commence sa carrière littéraire avec « Traços da China », un livre de chroniques initialement publié dans le journal Correio da Manhã.
En 1888, Wenceslau se rend pour la première fois au Japon.
Le 1er mars 1891, Atchan donne naissance à José de Sousa Moraes puis en septembre 1892 à João de Sousa Moraes, tous deux fils de Wenceslau de Moraes.
En 1893, Atchan et Wenceslau se séparent.
De 1893 à 1898, il se rend chaque année au Japon.
En 1897, il est nommé Capitaine de Frégate. Un officier moins gradé se voit confier le poste de capitaine du port de Macao, occasionnant ainsi une grande contrariété.
Le 12 mai 1898, il est démis sur sa propre demande de ses fonctions de Capitaine du port de Macao et est nommé consul intérimaire du Portugal à Yogo et Osaka. Il devient définitivement consul du Portugal à Kobe et Osaka en 1899, et se marie le lendemain selon les rites shintoïstes avec une geisha de Tokushima nommée Ó-Yoné Fukemoto (21 ans plus jeune que lui), laissant Atchan et ses deux fils à Macao.
En 1900, il va à Macao pendant 1 mois afin de prendre des dispositions concernant les études de ses enfants (il les place en internat au Saint Joseph's College de Hong Kong). Wenceslau enverra de l'argent chaque mois pour leurs études jusqu'à ce que le plus jeune ait 21 ans. Il leur écrit en anglais.
En 1905, João se rend à Kobé avec un oncle (frère de Atchan). Wenceslau l'emmène au restaurant de la gare et lui donne 20 yens.
En 1908, Atchan se rend à Kobé afin de rencontrer Wenceslau de Moraes. Elle est accompagnée de leur fils João. Ce dernier insistera pour que son père accepte de rencontrer Atchan et réussira à les faire se rencontrer brièvement.
Ó-Yoné Fukemoto meurt le 20 août 1912 d'une crise cardiaque. Wenceslau démissionne de son poste de consul le 10 juin 1913 (fête nationale portugaise) par une Lettre au président de la république portugaise. 
Il s'installe à Tokushima en août 1913 où les cendres de Ó-Yoné reposent. Il habitera la moitié d'une modeste maison (l'autre moitié étant occupé par un modeste charpentier appelé Hashimoto). Son adresse était « Tomida, Iga-Chô, 3 Chome, Tokushima ».
En 1914 débute la Première Guerre mondiale et il est suspecté comme tous les étrangers d'espionnage (il est emmené par la police).
Il partage très brièvement sa vie avec une nièce de Ó-Yoné nommée Ko-Haru Saitô qui l'avait accompagné. Cette dernière servira chez lui comme domestique pendant environ trois années. Ils mènent une relation cachée mais Ko-Haru est jeune et lui sera infidèle. Cette dernière mourut en 1916 d'une tuberculose à l'hôpital Kokowa de Tokushima.
En 1919, il reçoit la visite de Atchan et ses deux fils mais refuse de retourner vivre auprès d'eux.
Il décède à Tokushima au Japon le 1er juillet 1929 pendant la nuit après être tombé dans son jardin, tête la première contre une pierre. Il aura vécu les treize dernières années de sa vie dans la solitude de sa maison au pied de la pente méridionale du mont Bizan.
Wenceslau de Moraes est l'auteur de divers livres concernant des sujets liés à l'Orient, et spécialement le Japon.

## Les bateaux de Wenceslau
Wenceslau de Moraes a au cours de sa carrière embarqué sur plusieurs navires. En voici une liste :

| Nom du Navire           | Type de Navire                   | Date du 1er Embarquement de Wenceslau de Moraes |
| ----------------------- | -------------------------------- | ----------------------------------------------- |
| Afonso de Albuquerque   | Corvette                         | 1873                                            |
| África                  | Navire de Transport              | 1876                                            |
| Assíria                 | Navire de Transport de Passagers | 1883                                            |
| Bartolomeu Dias         | Corvette                         | 1874                                            |
| D. Fernando II e Glória | Frégate                          | 1875                                            |
| Douro                   | Canonnière                       | 1886                                            |
| Duque de Palmela        | Corvette                         | 1879                                            |
| India                   | Navire de Transport              | 1876                                            |
| Mindelo                 | Corvette                         | 1878                                            |
| Quanza                  | Canonnière                       | 1880                                            |
| Rio Ave                 | Canonnière                       | 1884                                            |
| Rio Lima                | Canonnière                       | 1885                                            |
| Sagres                  | Corvette                         | 1876                                            |
| Sena (au Mozambique)    | Navire à Vapeur                  | 1877                                            |
| Tejo                    | Canonnière                       | 1886                                            |
| Tete                    |                                  | 1878                                            |
| Vasco da Gama           | Cuirassé                         | 1886                                            |
| Vouga                   | Canonnière                       | 1885                                            |

## Œuvres

### Livres
- 1895 - Traços do Extremo Oriente: Siam, China, Japão (trad.: Traits de l'Extrême-Orient: Siam, Chine, Japon), Lisbonne, (seconde édition en 1946, préface de Ângelo Pereira e Oldemiro César, Livraria Barateira)
- 1897 - Dai-Nippon (O Grande Japão) (trad.: Le Grand Japon), Edition de la Société de Géographie de Lisbonne, Lisbonne, Imprensa Nacional (seconde édition en 1923)
- 1904 - Cartas do Japão. Antes da guerra, 1902-1903 (trad.: Lettres du Japon. Avant la guerre, 1902-1903), préface de Bento Carqueja, Porto, Librairie Magalhães & Moniz
- 1905 - Cartas do Japão. Um ano de guerra, 1904-1905 (trad.: Lettres du Japon. Un an de guerre, 1904-1905), préface de Vicente Almeida d'Eça, Porto, Librairie Magalhães & Moniz
- 1905 - Os serões no Japão (trad.: Les veillées au Japon), Lisbonne, Portugal-Brasil (seconde édition en 1926)
- 1905 - O culto do chá (trad.: Le culte du thé), Kobé, Illustrations japonaises de Yoshiaki et gravures de Gotô Seikôdo (seconde édition en 1933, Lisbonne, Casa Ventura Abrantes)
- 1906 - Paisagens da China e do Japão (trad.: Paysages de Chine et du Japon), Lisbonne, Librairie Tavares Cardoso, (seconde édition en 1938, Lisbonne, Empresa Literária Fluminense, L.da)
- 1906 - O « Bon-Odori » em Tokushima. Caderno de impressões íntimas (trad.: Le « Bon-Odori » à Tokushima. Cahier d'impressions intimes) (seconde édition en 1916)
- 1907 - A vida japonesa (trad.: La vie japonaise) (3e série des lettres du Japon : 1905-1906), préface de l'auteur, Porto, Librairie Chardron
- 1923 - Ó-Yoné e Ko-Haru (trad.: Ó-Yoné et Ko-Haru), Porto, Renascença Portuguesa
- 1924 - Relance da história do Japão (trad.: Regard sur l'histoire du Japon)
- 1925 - Relance da alma japonesa (trad.: Regard sur l'âme japonaise)
- 1926 - Serões no Japão (trad.: Veillées au Japon)

### Opuscules
- 1917 - Ko-Haru, Edition "O Commercio do Porto"
- 1917 - O tiro do meio-dia (trad.: Le tir de midi), Viana do Castelo, Edition Revista "Lusa"
- 1918 - Será O-Yoné?... Será Ko-Haru?... (trad.: Serait-ce Ó-Yoné?... Serait-ce Ko-Haru?...), Viana do Castelo, Edition Revista "Lusa"
- 1920 - Fernão Mendes Pinto no Japão (trad.: Fernão Mendes Pinto au Japon), Edition "O Commercio do Porto" (texte ultérieurement inclus dans « Relance da história do Japão »)

### Épistolographie
- 1933 - Osoroshi, préface de Alvaro Neves, Lisbonne, Casa Ventura Abrantes (comprend les lettres envoyées par Wenceslau de Moraes a Alfredo Dias Branco entre 1905 et 1929)
- ? - Celestino Gomes, Baladas para um certo Olhar, Porto
- 1933 - Jaime do Inso, Visões da China, Tip. Elite, Lisbonne
- 1933 - Julião Quintinha, Imagens da Actualidade, Lisbonne
- 1937 - Ângelo Pereira e Oldemiro César, Os amores de Wenceslau de Moraes, Lisbonne, Editorial Labor
- 1944 - Cartas Íntimas de Wenceslau de Moraes (trad.: Lettres Intimes de Wenceslau de Moraes), Lisbonne, Empresa Nacional de Publicidade

### Œuvres posthumes
- 1933 - Relance da História do Japão (trad.: Regard sur l'Histoire du Japon)
- 1954 - Páginas Africanas (trad.: Pages Africaines)
- 1961 - Cartas a Polycarpo de Azevedo (trad.: Lettres à Polycarpo de Azevedo)